# Queensaray Villegas
Queensaray Villegas Serna (* 3. Juni 2003 in Buga) ist eine kolumbianische BMX-Freestyle-Fahrerin in der Variante Park. Ihr Vorname wird auch oft zu Queen verkürzt oder mit Queen Saray wiedergegeben.

## Sportlicher Werdegang
Villegas wuchs zusammen mit ihrer Zwillingsschwester Lizsurley in Buga auf, wo die beiden im Alter von 12 in einem örtlichen Skatepark mit dem BMX-Fahren begannen. Da es keine geeignete Infrastruktur gab, um BMX-Rennsport nach dem Vorbild Mariana Pajóns zu betreiben, blieben sie beim Freestyle. Ihr Vater unterstützte ihre Ambitionen, indem er ihnen eigenhändig hinter dem Haus ein Übungsgelände baute. Nach einigen Erfolgen bei Wettbewerben in Kolumbien wurden beide Schwestern 2019 von Red Bull gesponsert.
Bei der Erstausgabe der World Urban Games 2019 in Budapest erreichte Queensaray Villegas den vierten Platz. Nach einer Zwangspause infolge der Corona-Pandemie gewann sie Ende 2021 die Panamerika-Meisterschaften. Im Jahr darauf war bei den Südamerikaspielen Zweite hinter Macarena Pérez. Nachdem ihre Schwester die Panamerika-Meisterschaften 2022 gewonnen hatte, holte Queensary 2023 eine Bronzemedaille. Bei Weltmeisterschaften stand Villegas 2022, 2023 und 2024 im Finale und belegte die Plätze 6 bzw. 8. Im UCI-BMX-Freestyle-Weltcup war ihr bestes Ergebnis der fünfte Rang in Glasgow 2022.
2024 trat Villegas in der Olympischen Qualifikationsserie an. Zu dieser war ursprünglich ihre Schwester nominiert worden, die sich aber verletzt hatte. Sie wurde dort Achte, im olympischen Freestyle-Wettkampf von Paris Vierte.

## Erfolge
2021
 Panamerika-Meisterin
2022
 Südamerikaspiele
2023
 Panamerika-Meisterin
2024
 Bolivarische Spiele